# Giri (Unterwasserberg)

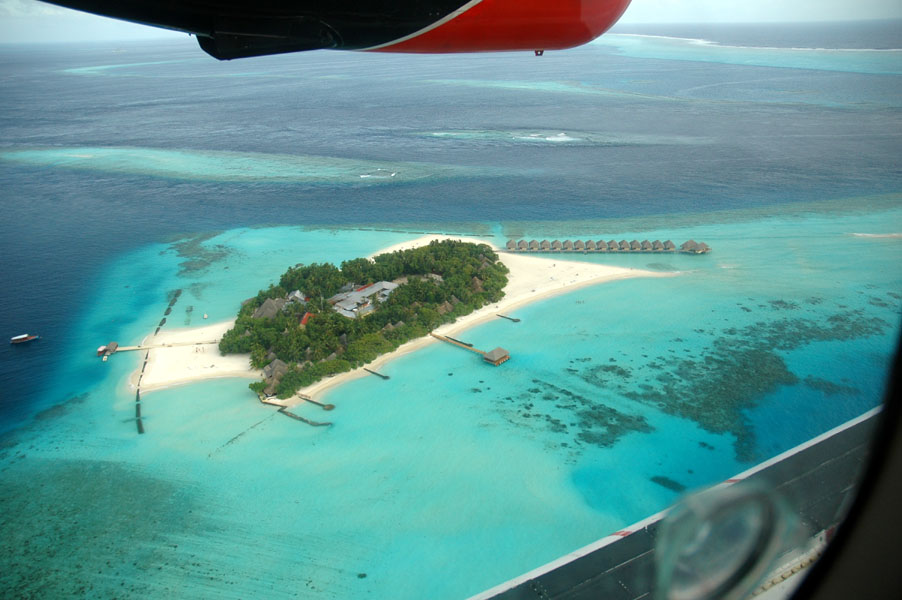
Zwei Giris direkt oberhalb der Insel und den Wasser-Bungalows im Moofushi Kandu

Ein Giri ist in Dhivehi, der Sprache der Malediven, die Bezeichnung für einen Unterwasserberg, der im Gegensatz zu einem Thila bis an die Wasseroberfläche reicht und bei Ebbe aus dem Wasser herausragen kann.

## Beschreibung
Giris stehen, wie auch Thilas innerhalb von Kandus, wo sie von nährstoffreichem Wasser angeströmt werden. An den teilweise steilen Seiten gibt es Überhänge und Höhlen, die kleine Fische als Versteck nutzen und die dort von größeren Fischen gejagt werden.

## Tauchen
Durch das flache Relief und geringeren Strömungen ist ein Giri für Tauchanfänger und Unterwasser-Makro-Photographen meist gut geeignet.